# Веселовка (Новоукраинский район)
Весе́ловка (укр. Веселівка) — село в Марьяновской сельской общине Новоукраинского района Кировоградской области Украины.
До 2020 года входило в Новомиргородский район
Население по переписи 2001 года составляло 230 человек, по состоянию на 2012 год составляет 175 человек. Почтовый индекс — 26042. Телефонный код — 5256. Код КОАТУУ — 3523880801.